# Katarzyna Sawczuk
Katarzyna Sawczuk, znana również pod pseudonimem Effy (ur. 15 września 1996 w Białej Podlaskiej) – polska piosenkarka i aktorka telewizyjna, teatralna i filmowa.

## Życiorys
Dwukrotnie wystąpiła w programie Od przedszkola do Opola; w 2003 zaśpiewała w odcinku z udziałem Katarzyny Gärtner i Haliny Frąckowiak, a w 2005 – w odcinku z Edytą Górniak. W 2009 wystąpiła w drugiej edycji konkursu TVN Mam talent!, w którym dzięki wykonaniu piosenki Anny German „Tańczące Eurydyki” zdobyła uznanie jury, ale nie przeszła do odcinków na żywo, co było szeroko komentowane w mediach. W tym samym roku, wraz z Madoxem i Anią Gogolą, nagrała teledysk do coveru piosenki „Na całej połaci śnieg”.
W latach 2011–2017 występowała w musicalach: Aladyn JR (księżniczka Jasmina) oraz Najlepsze z Romy w Teatrze Muzycznym „Roma” w Warszawie.
Jako aktorka telewizyjna zadebiutowała w 2012, dołączając do stałej obsady serialu Hotel 52, w którym wcieliła się w postać Kasi, dziewczyny Łukasza. W 2014 wystąpiła w roli sanitariuszki Zosi w serialu Czas honoru. Powstanie, w którym zaśpiewała również napisane na potrzeby tego serialu utwory („Dziewczyna z granatem” i „Tchnienie wolności”). W tym samym roku zadebiutowała na dużym ekranie rolą w filmie Miasto 44 Jana Komasy, a także zajęła drugie miejsce w finale czwartej edycji programu The Voice of Poland. 17 sierpnia 2014 wystąpiła podczas koncertu Lata ZET i Dwójki w Zabrzu, gdzie wykonała cover The Beatles „Let It Be”.
W 2015 zagrała Łucję Miller w serialu Skazane, dołączyła – jako Julita Karaś – do stałej obsady serialu Barwy szczęścia oraz zagrała w filmie Agnieszki Smoczyńskiej Córki dancingu, do którego nagrała również piosenkę „Mucha 3”. 7 marca 2016 premierowo wystąpiła w roli Ewy w spektaklu telewizyjnym TVP1 Dom kobiet w reżyserii Wiesława Saniewskiego. W tym samym roku dołączyła – jako Marianka – do stałej obsady serialu Pierwsza miłość. W 2017 uczestniczyła w siódmej edycji programu rozrywkowego Polsatu Dancing with the Stars. Taniec z gwiazdami.

## Życie prywatne
Była związana z aktorami: Maciejem Musiałem, Antonim Królikowskim, Patrykiem Pniewskim, Nikodemem Rozbickim, tancerzem Jackiem Jeschke. Od 2018 pozostaje w nieformalnym związku z piosenkarzem Mattią Rosinskim.

## Filmografia
- 2012–2013: Hotel 52 jako Kasia, dziewczyna Łukasza
- 2013: Na dobre i na złe jako Natasza (odc. 539–541)
- 2014: Prawo Agaty jako Janka, koleżanka Aleksa (odc. 58)
- 2014: Miasto 44 jako zgwałcona dziewczyna
- 2014: Czas honoru. Powstanie jako Zosia
- 2015: Skazane jako Łucja Miller, córka Adama i Sylwii
- 2015: Powiedz tak! jako dziewczyna na imprezie w mieszkaniu wynajmowanym przez Wiktora Brzozowskiego (odc. 11)
- 2015: Ojciec Mateusz jako Malwina Sądecka (odc. 167)
- 2015: Na dobre i na złe jako Nadia (odc. 622)
- 2015: Krew z krwi 2 jako dziewczyna „Młodego” (odc. 10)
- 2015: Komisarz Alex jako Kaśka Maj (odc. 80)
- 2015: Córki dancingu jako Nancy
- 2015–2020: Barwy szczęścia jako Julita Karaś-Sałatka, żona Józka
- 2016: Na noże jako Ola Majchrzak, córka Mariana i Beaty, siostra Jacka i Edyty
- od 2016: Pierwsza miłość jako Marianna, córka Anny Radziwiłł z pierwszego małżeństwa
- 2016: Belfer jako Asia Walewska
- 2018: W rytmie serca jako Izabela, uczennica Liceum Ogólnokształcącego w Kazimierzu Dolnym, dziewczyna Tomasza (odc. 25)
- 2019–2020: Zakochani po uszy jako Klaudia
- 2019: Echo serca jako Agata (odc. 6)
- 2020: Jak zostać gwiazdą jako Marta Ostrowicz „Ostra”
- 2021: Dziewczyny z Dubaju
- 2022: Fuks 2[13]
- 2023: Heaven In Hell
- 2024 Ça, c'est Paris !(inne języki)

## Programy telewizyjne
- 2003, 2005: Od przedszkola do Opola (TVP1) – uczestniczka
- 2009: Mam talent! (TVN) – uczestniczka
- 2014: The Voice of Poland (TVP2) – uczestniczka, zajęła 2. miejsce
- 2017: Dancing with the Stars. Taniec z gwiazdami (Polsat) – uczestniczka w parze z Wojciechem Jeschke, zajęła 11. miejsce

## Polski dubbing
- 2005: Zoey 101 – Zoey Brooks
- 2015: Pokémon: Seria XYZ – Celosia
- 2016: Sing – Meena
- 2016: Soy Luna – Luna Valente
- 2017: Mustang: Duch wolności – Pru Granger (odc. 27-52)
- 2017: My Little Pony: Film – Księżniczka Skystar
- 2019: Angry Birds 2
- 2024: Następcy: Rebelia Red – Red Kier
- 2025: Śnieżka – Śnieżka[14]